# Zack Collins
Zachary Allen Collins, detto Zack (Pembroke Pines, 6 febbraio 1995), è un giocatore di baseball statunitense, che gioca nel ruolo di ricevitore per i Pittsburgh Pirates della Major League Baseball (MLB).